# 陳善治
陳善治（1517年—？年），字時化，號東逵，四川重慶府巴縣人，明朝政治人物。

## 生平
嘉靖十九年（1540年）庚子科四川鄉試舉人，嘉靖二十六年丁未科第三甲第三十一名進士。刑部觀政，授河南嵩县知县，二十九年选授山西道试御史，三十年三月实授，三十三年巡按廣西，十二月弹劾前廣西佥事茅坤貪淫不職，使其罢职闲住。累官直隸保定府（今河北保定市）知府。升山东副使。

## 家族
曾祖陳洪演，祖陳廷佐，父陳弟，封御史。母郭氏。弟盛治、安治。子陈陛、陳階、陳隣。